# Vào tháng Sáu năm 41
Vào tháng 6 năm 41 (tiếng Nga: В июне 41-го), hay Tháng Sáu (tiếng Nga: Июнь) là một bộ phim khai thác đề tài cuộc Chiến tranh Vệ quốc vĩ đại của đạo diễn Aleksandr Franskevich-Laye, ra mắt lần đầu năm 2008.
Bộ phim phỏng theo truyện vừa Tháng Sáu của nhà văn Oleg Smirnov.